# Ara (chi vẹt)
Ara là một chi Neotropical (Nam và Trung Mỹ) của vẹt đuôi dài với tám loài còn sinh tồn và ít nhất hai loài tuyệt chủng. Tên chi được đặt ra bởi nhà tự nhiên học người Pháp Bernard Germain de Lacépède năm 1799, là một phần của tông Arini, hay là một tông của vẹt Nam Mỹ (neotropical parrots). Tên chi Ara có khả năng liên quan đến Arara, từ tiếng Bồ Đào Nha chỉ một vẹt đuôi dài, chính nó có nguồn gốc từ chữ a'rara của tiếng Tupi.
Các vẹt Ara là vẹt ấn tượng lớn với cái đuôi dài, cánh hẹp và bộ lông màu một cách sống động. Tất cả đều có một đặc tính là miếng vá mặt xung quanh mắt. Con cái và con đực có bộ lông tương tự. Nhiều chi trong số các thành viên của nó được buôn bán phổ biến ở thị trường sinh vật, và buôn lậu gia cầm là một mối đe dọa cho một số loài.